# 윤형 철조망

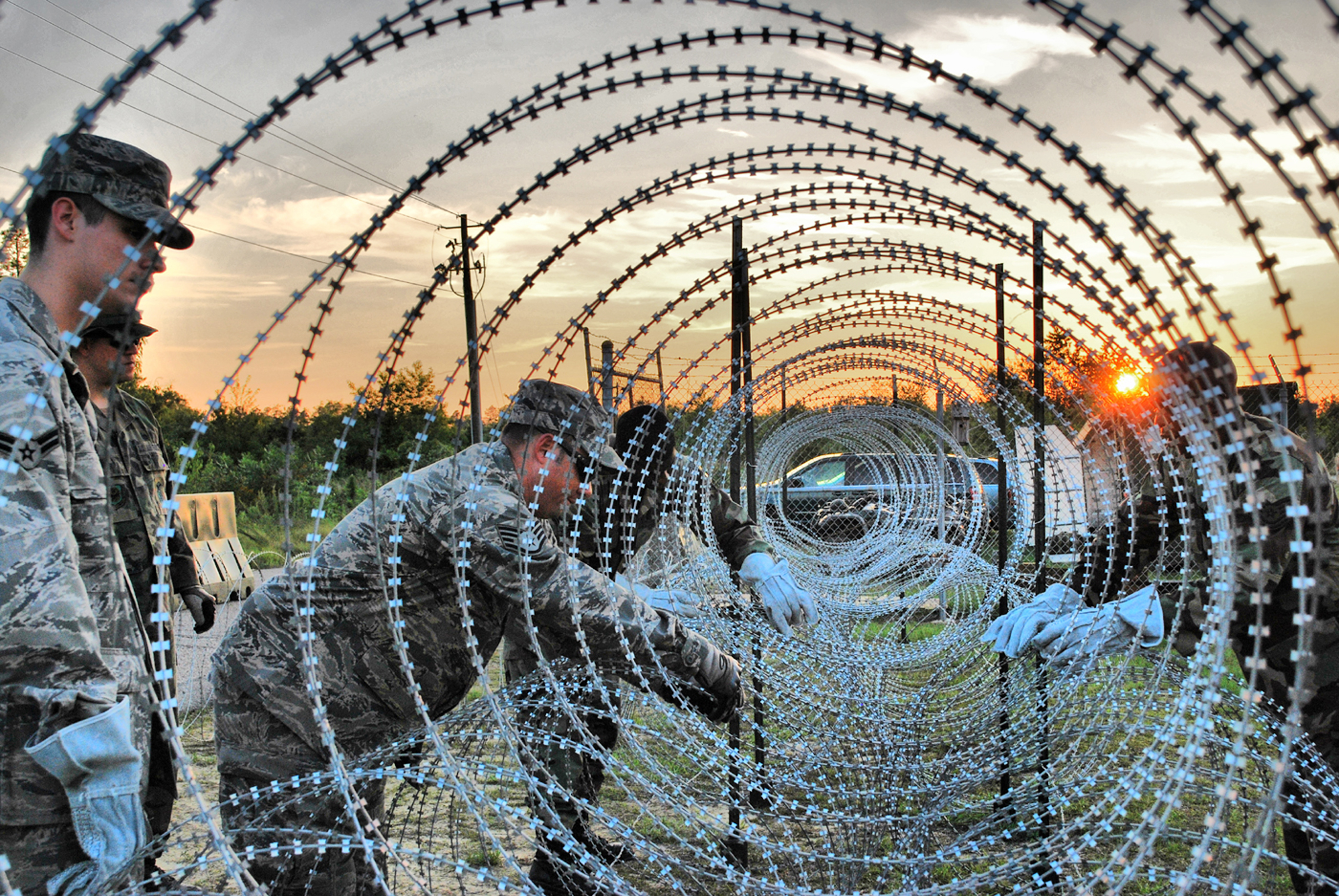
윤형철조망 3개를 쌓아올려 만드는 2단 3열 철조망

윤형 철조망(영어: Concertina wire, 輪形 鐵條網)은 유자철선을 코일 모양으로 만든 것이다. 한자로는 바퀴 모양의 철조망이라는 뜻이다. Concertina는 작은 아코디언 모양의 악기인데 윤형 철조망을 바닥에 쌓아놓은 모양이 마치 아코디언 같다고 생각되어 사용되었다.
2단 3열 윤형 철조망은 지면에 1열의 윤형 철조망을 2개열로 설치하고 그 위에 1열의 윤형 철조망을 올려놓는 것으로 신속히 설치할 수 있다. 구축 소요시간 같은 경우는 통상적으로 300m 구축시 1개 소대기준 1시간이 소요된다.

## 갤러리
- 철조망 설치 훈련 중인 미군 전투공병. 2015년
- 운반 및 보관이 용이하도록 설치하지 않은 상태일 때는 원형으로 압착시켜 철선으로 묶어놓는다
- 진지 공사중인 미군. 2012년 아프가니스탄

## 같이 보기
- 슬링키